# Ганна Кишка
Ганна Радзивіл-Кишка Садовська (1525 — 1600) — литовська протестантська діячка Великого князівства Литовського в Речі Посполитій.

## Життєпис
Походила з литовського магнатського роду Радзивіллів, гілки Медельської. Старша донька Яна Радзивілла, жмудського старости, і Ганни Костевич. Народилася в 1525 році. після смерті батька в 1542 році розділила з сестрами Петронеллою і Ельжбетою родинний спадок, отримавши чималі маєтності в Литві, зокрема Кедайняй. Близько 1552 року вийшла заміж за Станіслава Кишку, представника заможного магнатського роду. У 1554 році після смерті чоловіка стала опікуватися малими дітьми і керувати володіннями (70 міст і 400 сіл) замість синів. Вона підтримувала розвиток міст і підприємництва в своїх маєтках, зокрема 1568 року надала права містечку Райгруд.
Спочатку, як і її чоловік, вона була послідовником кальвінізму, який заохочувала у маєтках, виганяючи католицьких ксьондзів. У 1558 році вона заснувала кальвіністську церкву в Вегруві, а Кейдайняй став одним з провідних центрів Реформації у Литві.
Близько 1563 року вона стала відданим послідовником унітаріанстрва і пропагандистом руху польських братів. Вона брала участь у багатьох синодах, писала релігійні полеміки, зокрема, проти хрещення несвідомих дітей. В цьому дусі виховувала своїх дітей. Після смерті сестер Петронелли і Ельжбети у 1564 і 1565 роках відповідно успадкувала значну частину їх майна. У 1570 році вона відписала деякі маєтки королю Сигізмунду II Августу, який натомість передав Ганні Сельце.
У 1574 році вийшла заміж за литовського магната[джерело?] Кшиштофа Садовського. Того ж року відбувся розподіл маєтностей між Ганною і синами. Завдяки спільним зусиллям з другим чолвоіком в місті Кедайняй починають проводитися загальні сейми жмудських бояр, в 1588 році місто отримало привелей на торгівлю, а 15 квітня 1590 король Сигізмунд III надав місту магдебурзьке право. Померла у 1600 році.

## Родина
1. Чоловік — Станіслав Кишка, воєвода вітебський. 
Діти:
- Ян (1552—1592), генеральний староста жмудський
- Станіслав (д/н—1619), був глухонімим
- Ганна

2. Чоловік — Кшиштоф[джерело?] Садовський, староста остринський, дітей не було.